# Mariko Shimizu (zapaśniczka)
Mariko Shimizu (jap. 清水真理子 Shimizu Maiko; ur. 4 maja 1974) - japońska zapaśniczka w stylu wolnym. Pięciokrotna uczestniczka mistrzostw świata. Zdobyła dwa srebrne medale, w 1997 i 1999. Mistrzyni Azji w 1996 i 2000, trzecia w 2001 roku.